# Limane Yacouba Sylla FC
Der Limane Yacouba Sylla Football Club, auch bekannt als LYS Sassandra oder LYS FC, ist ein ivorischer Fußballverein aus Sassandra. Aktuell spielt der Verein in der ersten  Liga des Landes, der Ligue 1.

## Erfolge
- Ivorischer Ligapokalsieger: 2018/19[1]

## Stadion

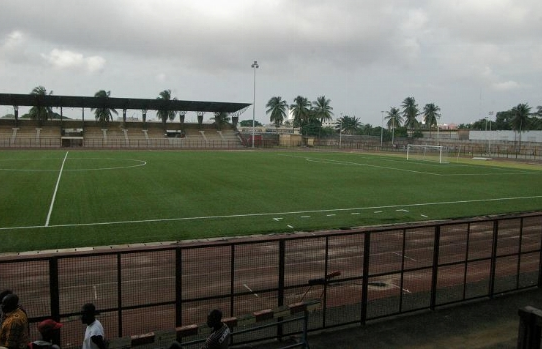
Stade Robert Champroux

Der Verein trägt seine Heimspiele im Stade Robert Champroux in Abidjan aus. Das Stadion hat ein Fassungsvermögen von 20.000 Personen.

## Trainerchronik
| Trainer           | Nation         | von            | bis   |
| ----------------- | -------------- | -------------- | ----- |
| Basile Aka Kouamé | Elfenbeinküste | 9. August 2018 | heute |